# Adelheid van Mâcon
Adelheid van Mâcon (overleden te Lys in 1260) was van 1224 tot 1240 gravin van Mâcon en Vienne.

## Levensloop
Adelheid was een dochter van Gerald II van Mâcon uit diens huwelijk met Guigonne, dochter van graaf Gwijde III van Forez. Omdat Gerald II nog voor zijn vader Willem IV was overleden, volgde ze in 1224 haar grootvader op als gravin van Mâcon en Vienne.
Tussen 1218 en 1227 huwde ze met Jan van Dreux (1198-1239), die in haar naam Vienne en Mâcon bestuurde. In 1234 stichtte het echtpaar de priorij van Le Val-Saint-Éloi. Hun huwelijk bleef kinderloos.
In 1239 sneuvelde Jan tijdens zijn deelname aan de Baronnenkruistocht naar Palestina. Nadat Adelheid had beslist om een kloosterleven te volgen, verkocht ze in 1240 haar landerijen aan koning Lodewijk IX van Frankrijk. In 1241 trad ze samen met koningin-moeder Blanca van Castilië in in de Koninklijke Abdij van Maubuisson. In 1244 stichtten beide dames de Cisterciënzersabdij van Lys waarvan Adelheid in 1248 de eerste abdis werd. Ze stierf er rond 1260.